# Myriosclerotinia dennisii
Myriosclerotinia dennisii är en svampart som först beskrevs av Svrcek, och fick sitt nu gällande namn av J. Schwegler 1978. Myriosclerotinia dennisii ingår i släktet Myriosclerotinia och familjen Sclerotiniaceae.  Arten är reproducerande i Sverige. Inga underarter finns listade i Catalogue of Life.